# Liste der Stolpersteine in Petershagen
In der Liste der Stolpersteine in Petershagen werden die vorhandenen Gedenksteine aufgeführt, die im Rahmen des Projektes Stolpersteine des Künstlers Gunter Demnig in Petershagen und in den Ortsteilen Quetzen und Ovenstädt bisher verlegt worden sind.

## Petershagen
| Adresse              | Name                 | Inschrift | Verlegedatum  | Bild | Anmerkung |
| -------------------- | -------------------- | --- | ------------- | --- | --- |
| Hauptstraße 33 ·     | Martin Frankenberg   | Hier wohnte Martin Frankenberg Jg. 1893 deportiert 1941 Riga ermordet                                         | 21. März 2010 | Stolperstein Petershagen Hauptstraße 33 Martin Frankenberg | geboren am 22. Juli 1893 in Warmsen |
| Hauptstraße 33 ·     | Anna Frankenberg     | Hier wohnte Anna Frankenberg geb. Poli Jg. 1904 deportiert 1941 Riga ermordet                                 | 21. März 2010 | Stolperstein Petershagen Hauptstraße 33 Anna Frankenberg | geboren am 25. Dezember 1904 |
| Hauptstraße 33 ·     | Artur Frankenberg    | Hier wohnte Artur Frankenberg Jg. 1929 deportiert 1941 Riga ermordet                                          | 21. März 2010 | Stolperstein Petershagen Hauptstraße 33 Artur Frankenberg | geboren am 16. September 1929 |
| Hauptstraße 33 ·     | Wolfgang Frankenberg | Hier wohnte Wolfgang Frankenberg Jg. 1930 deportiert 1941 Riga ermordet                                       | 21. März 2010 | Stolperstein Petershagen Hauptstraße 33 Wolfgang Frankenberg | geboren am 3. November 1930 |
| Hauptstraße 33 ·     | Jenni Peters         | Hier lebte Jenni Peters geb. Dannenberg Jg. 1877 deportiert 1942 Theresienstadt Auschwitz 1944 ermordet       | 21. März 2010 | Stolperstein Petershagen Hauptstraße 33 Jenni Peters | geboren am 17. September 1877 in Adelebsen |
| Hauptstraße 33 ·     | Meta Poli            | Hier lebte Meta Poli geb. Dannenberg Jg. 1875 deportiert 1942 tot in Theresienstadt                           | 21. März 2010 | Stolperstein Petershagen Hauptstraße 33 Meta Poli | geboren am 6. Juli 1875 in Adelebsen |
| Mindener Straße 12 · | Dr. Moritz Oppenheim | Hier wohnte Dr. Moritz Oppenheim Jg. 1871 deportiert 1942 Theresienstadt tot 5.10.1942                        | 4. Juni 2009  | Stolperstein Petershagen Mindenerstraße 12 Moritz Oppenheim | geboren am 23. Mai 1871 in Rodenberg |
| Mindener Straße 12 · | Johanna Oppenheim    | Hier wohnte Johanna Oppenheim geb. Lindemeyer Jg. 1888 deportiert 1942 Theresienstadt 1943 Auschwitz ermordet | 4. Juni 2009  | Stolperstein Petershagen Mindenerstraße 12 Johanna Oppenheim | geboren am 1. Juni 1886 in Petershagen |
| Mindener Straße 12 · | Hans Oppenheim       | Hier wohnte Hans Oppenheim Jg 1909 deportiert 1943 Auschwitz Flucht In den Tod                                | 4. Juni 2009  | Stolperstein Petershagen Mindenerstraße 12 Hans Oppenheim | geboren am 2. März 1909 in Petershagen |
| Mindener Straße 12 · | Edith Oppenheim      | Hier wohnte Edith Oppenheim Jg. 1914 deportiert 1943 ermordet in Auschwitz                                    | 4. Juni 2009  | Stolperstein Petershagen Mindenerstraße 12 Edith Oppenheim | geboren am 3. November 1914 in Petershagen |
| Mindener Straße 12 · | Fritz Oppenheim      | Hier wohnte Fritz Oppenheim Jg. 1911 Flucht 1939 England überlebt                                             | 21. März 2010 | Stolperstein Petershagen Mindenerstraße 12 Fritz Oppenheim | |
| Mindener Straße 20 · | Frieda Poli          | Hier wohnte Frieda Poli geb. Grünsfeld Jg. 1871 deportiert 1942 Theresienstadt Treblinka ermordet             | 4. Juni 2009  | Stolperstein Petershagen Mindener Straße 20 Frieda Poli | geboren am 6. Februar 1871 in Hebenshausen |
| Mindener Straße 20 · | Henny Gans           | Hier wohnte Henny Gans geb. Poli Jg. 1901 deportiert 1942 Ghetto Warschau ???                                 | 5. Juni 2012  | Stolperstein Petershagen Mindener Straße 20 Henny Gans | geboren am 1. März 1901 in Petershagen Für Henny, Ernst und Walter Gans wurden zudem in Emmerich am Rhein in der Kaßstraße 17 am 25. Februar 2011 drei Stolpersteine verlegt. |
| Mindener Straße 20 · | Ernst Gans           | Hier wohnte Ernst Gans Jg. 1928 deportiert 1942 Ghetto Warschau ???                                           | 5. Juni 2012  | Stolperstein Petershagen Mindener Straße 20 Ernst Gans | geboren am 9. Januar 1928 in Emmericher Eiland |
| Mindener Straße 20 · | Walter Gans          | Hier wohnte Walter Gans Jg. 1933 deportiert 1942 Ghetto Warschau ???                                          | 5. Juni 2012  | Stolperstein Petershagen Mindener Straße 20 Walter Gans | geboren am 30. Oktober 1933 in Emmerich |
| Mindener Straße 21 · | Marianne Block       | Hier wohnte Marianne Block geb. Hildesheimer Jg. 1868 deportiert 1942 Theresienstadt ermordet 2.1.1943        | 15. März 2011 | Bild gesucht Die Wikipedia wünscht sich an dieser Stelle ein Bild vom Ort mit diesen Koordinaten 52.3767956 8.9712093 . Motiv: Stolpersteine Petershagen Alte Fährstraße Falls du dabei helfen möchtest, erklärt die Anleitung , wie das geht. BW               | geboren am 8. Juni 1868 in Schlüsselburg |
| Mindener Straße 21 · | Therese Jacob        | Hier wohnte Therese Jacob geb. Block Jg. 1889 deportiert 1941 Riga ermordet                                   | 4. Juni 2009  | Bild gesucht Die Wikipedia wünscht sich an dieser Stelle ein Bild vom Ort mit diesen Koordinaten 52.376790592735 8.9712186598938 . Motiv: Stolpersteine Petershagen Mindener Straße 21 Falls du dabei helfen möchtest, erklärt die Anleitung , wie das geht. BW | geboren am 15. Januar 1889 in Petershagen |
| Mindener Straße 21 · | Victor Hertz         | Hier wohnte Victor Hertz Jg. 1893 deportiert 1942 Theresienstadt 1944 Auschwitz ermordet                      | 15. März 2011 | Bild gesucht Die Wikipedia wünscht sich an dieser Stelle ein Bild vom Ort mit diesen Koordinaten 52.3767956 8.9712093 . Motiv: Stolpersteine Petershagen Alte Fährstraße Falls du dabei helfen möchtest, erklärt die Anleitung , wie das geht. BW               | geboren am 18. April 1893 in Elchenrath |
| Mindener Straße 21 · | Grete Hertz          | Hier wohnte Grete Hertz geb. Block Jg. 1897 deportiert 1942 Theresienstadt 1944 Auschwitz ermordet            | 15. März 2011 | Bild gesucht Die Wikipedia wünscht sich an dieser Stelle ein Bild vom Ort mit diesen Koordinaten 52.3767956 8.9712093 . Motiv: Stolpersteine Petershagen Alte Fährstraße Falls du dabei helfen möchtest, erklärt die Anleitung , wie das geht. BW               | geboren am 16. Oktober 1897 |
| Mindener Straße 21 · | Erich Hertz          | Hier wohnte Erich Hertz Jg. 1921 deportiert 1941 Riga ermordet                                                | 4. Juni 2009  | Bild gesucht Die Wikipedia wünscht sich an dieser Stelle ein Bild vom Ort mit diesen Koordinaten 52.376812 8.97119 . Motiv: Stolpersteine Petershagen Mindener Straße 21 Falls du dabei helfen möchtest, erklärt die Anleitung , wie das geht. BW               | geboren am 30. November 1921 in Petershagen |
| Mindener Straße 21 · | Dagmar Hertz         | Hier wohnte Dagmar Hertz Jg. 1929 deportiert 1942 Theresienstadt 1944 Auschwitz ermordet                      | 15. März 2011 | Bild gesucht Die Wikipedia wünscht sich an dieser Stelle ein Bild vom Ort mit diesen Koordinaten 52.3767956 8.9712093 . Motiv: Stolpersteine Petershagen Alte Fährstraße Falls du dabei helfen möchtest, erklärt die Anleitung , wie das geht. BW               | geboren am 17. April 1929 in Petershagen |
| Mindener Straße 21 · | Hanni Hertz          | Hier wohnte Hanni Hertz Jg. 1931 deportiert 1942 Theresienstadt 1944 Auschwitz ermorde                        | 15. März 2011 | Bild gesucht Die Wikipedia wünscht sich an dieser Stelle ein Bild vom Ort mit diesen Koordinaten 52.3767956 8.9712093 . Motiv: Stolpersteine Petershagen Alte Fährstraße Falls du dabei helfen möchtest, erklärt die Anleitung , wie das geht. BW               | geboren am 14. Januar 1931 in Petershagen |
| Mindener Straße 21 · | Siegbert Hertz       | Hier wohnte Siegbert Hertz Jg. 1931 deportiert 1942 Theresienstadt 1944 Auschwitz ermordet                    | 15. März 2011 | Bild gesucht Die Wikipedia wünscht sich an dieser Stelle ein Bild vom Ort mit diesen Koordinaten 52.3767956 8.9712093 . Motiv: Stolpersteine Petershagen Alte Fährstraße Falls du dabei helfen möchtest, erklärt die Anleitung , wie das geht. BW               | geboren am 14. Januar 1931 in Petershagen |
| Mindener Straße 29 · | Hermann Devries      | Hier wohnte Hermann Devries Jg. 1894 deportiert 1942 Ghetto Warschau ???                                      | 4. Juni 2009  | Bild gesucht Die Wikipedia wünscht sich an dieser Stelle ein Bild vom Ort mit diesen Koordinaten 52.3764204 8.9715207 . Motiv: Stolpersteine Petershagen Mindener Straße 29 Falls du dabei helfen möchtest, erklärt die Anleitung , wie das geht. BW            | geboren am 2. Februar 1894 in Üdem |
| Mindener Straße 29 · | Emmy Devries         | Hier wohnte Emmy Devries geb. Block Jg. 1898 deportiert 1942 Ghetto Warschau                                  | 4. Juni 2009  | Bild gesucht Die Wikipedia wünscht sich an dieser Stelle ein Bild vom Ort mit diesen Koordinaten 52.3764204 8.9715207 . Motiv: Stolpersteine Petershagen Mindener Straße 29 Falls du dabei helfen möchtest, erklärt die Anleitung , wie das geht. BW            | geboren am 7. Januar 1898 in Petershagen |
| Mindener Straße 29 · | Hertha Devries       | Hier wohnte Hertha Devries Jg. 1924 deportiert 1942 Ghetto Warschau ???                                       | 4. Juni 2009  | Bild gesucht Die Wikipedia wünscht sich an dieser Stelle ein Bild vom Ort mit diesen Koordinaten 52.3764204 8.9715207 . Motiv: Stolpersteine Petershagen Mindener Straße 29 Falls du dabei helfen möchtest, erklärt die Anleitung , wie das geht. BW            | geboren am 11. Januar 1924 in Petershagen |
| Mindener Straße 29 · | Arthur Devries       | Hier wohnte Arthur Devries Jg. 1930 deportiert 1942 Ghetto Warschau ???                                       | 4. Juni 2009  | Bild gesucht Die Wikipedia wünscht sich an dieser Stelle ein Bild vom Ort mit diesen Koordinaten 52.3764204 8.9715207 . Motiv: Stolpersteine Petershagen Mindener Straße 29 Falls du dabei helfen möchtest, erklärt die Anleitung , wie das geht. BW            | geboren am 11. Mai 1930 in Petershagen |
| Mindener Straße 39 · | Julius Berghausen    | Hier wohnte Julius Berghausen Jg. 1878 Flucht 1939 Holland tot 9.1.1943                                       | 21. März 2010 | Bild gesucht Die Wikipedia wünscht sich an dieser Stelle ein Bild vom Ort mit diesen Koordinaten 52.375983320708 8.9718814144423 . Motiv: Stolpersteine Petershagen Mindener Straße 39 Falls du dabei helfen möchtest, erklärt die Anleitung , wie das geht. BW | |
| Mindener Straße 39 · | Sophie Berghausen    | Hier wohnte Sophie Berghausen Jg. 1884 Flucht 1939 Holland versteckt überlebt                                 | 21. März 2010 | Bild gesucht Die Wikipedia wünscht sich an dieser Stelle ein Bild vom Ort mit diesen Koordinaten 52.375983320708 8.9718814144423 . Motiv: Stolpersteine Petershagen Mindener Straße 39 Falls du dabei helfen möchtest, erklärt die Anleitung , wie das geht. BW | |
| Mindener Straße 42 · | Mathilde Goldberg    | Hier wohnte Mathilde Goldberg Jg. 1858 deportiert 1942 Theresienstadt 1942 Treblinka ermordet                 | 21. März 2010 | Bild gesucht Die Wikipedia wünscht sich an dieser Stelle ein Bild vom Ort mit diesen Koordinaten 52.3760634 8.9716427 . Motiv: Stolpersteine Petershagen Mindener Straße 42 Falls du dabei helfen möchtest, erklärt die Anleitung , wie das geht. BW            | geboren am 19. Januar 1858 in Großendorf (Rahden) |

## Ovenstädt
| Adresse                 | Name           | Inschrift                                                                                            | Verlegedatum  | Bild | Anmerkung                               |
| ----------------------- | -------------- | --- | ------------- | --- | --------------------------------------- |
| Ovenstädter Straße 99 · | Hermann Mendel | Hier wohnte Heinemann "Hermann" Mendel Jg. 1863 deportiert 1942 Theresienstadt ermordet in Treblinka | 15. März 2011 | Bild gesucht Die Wikipedia wünscht sich an dieser Stelle ein Bild vom Ort mit diesen Koordinaten 52.4191095 8.9727953 . Motiv: Stolpersteine Petershagen Ovenstädt Falls du dabei helfen möchtest, erklärt die Anleitung , wie das geht. BW | geboren am 26. Januar 1863 in Ovenstädt |
| Ovenstädter Straße 99 · | Rieke Mendel   | Hier wohnte Rieke Mendel geb. Katz Jg. 1875 deportiert 1942 Theresienstadt ermordet in Treblinka     | 15. März 2011 | Bild gesucht Die Wikipedia wünscht sich an dieser Stelle ein Bild vom Ort mit diesen Koordinaten 52.4191095 8.9727953 . Motiv: Stolpersteine Petershagen Ovenstädt Falls du dabei helfen möchtest, erklärt die Anleitung , wie das geht. BW | geboren am 18. November 1875            |

## Quetzen
| Adresse                     | Name          | Inschrift                                                                          | Verlegedatum | Bild | Anmerkung                               |
| --------------------------- | ------------- | ---------------------------------------------------------------------------------- | ------------ | --- | --------------------------------------- |
| Ecke Masloh · Stiller Weg · | Paul Katz     | Hier wohnte Paul Katz Jg. 1897 deportiert 1941 ermordet in Riga                    | 5. Juni 2012 | Bild gesucht Die Wikipedia wünscht sich an dieser Stelle ein Bild vom Ort mit diesen Koordinaten 52.34893 9.02615 . Motiv: Stolpersteine Petershagen Quetzen Falls du dabei helfen möchtest, erklärt die Anleitung , wie das geht. BW | geboren am 16. Dezember 1897 in Warburg |
| Ecke Masloh · Stiller Weg · | Grete Katz    | Hier wohnte Grete Katz geb. Scheurenberg Jg. 1894 deportiert 1941 ermordet in Riga | 5. Juni 2012 | Bild gesucht Die Wikipedia wünscht sich an dieser Stelle ein Bild vom Ort mit diesen Koordinaten 52.34893 9.02615 . Motiv: Stolpersteine Petershagen Quetzen Falls du dabei helfen möchtest, erklärt die Anleitung , wie das geht. BW | geboren am 15. August 1894 in Quetzen   |
| Ecke Masloh · Stiller Weg · | Paul Katz Jr. | Hier wohnte Paul Katz Jr. Jg. 1924 deportiert 1941 ermordet in Riga                | 5. Juni 2012 | Bild gesucht Die Wikipedia wünscht sich an dieser Stelle ein Bild vom Ort mit diesen Koordinaten 52.34893 9.02615 . Motiv: Stolpersteine Petershagen Quetzen Falls du dabei helfen möchtest, erklärt die Anleitung , wie das geht. BW | geboren am 5. August 1924 in Quetzen    |
| Ecke Masloh · Stiller Weg · | Werner Katz   | Hier wohnte Werner Katz Jg. 1928 deportiert 1941 Riga ermordet in Stutthof         | 5. Juni 2012 | Bild gesucht Die Wikipedia wünscht sich an dieser Stelle ein Bild vom Ort mit diesen Koordinaten 52.34893 9.02615 . Motiv: Stolpersteine Petershagen Quetzen Falls du dabei helfen möchtest, erklärt die Anleitung , wie das geht. BW | geboren am 1. April 1928 in Quetzen     |